# Tegernsee
Tegernsee è un comune tedesco, situato nel land della Baviera, sulle rive dell'omonimo lago; nel suo territorio si trova la celebre abbazia benedettina.

## Amministrazione

### Gemellaggi
- Ketchum